# خرچنگ تریاک
خرچنگ تریاک (انگلیسی: Chionoecetes opilio) یک نوع خرچنگ است.
در زبان ژاپنی این خرچنگ زووایی گانی نامیده می‌شود و یکی از عناصر سوشی است.